# Henning Toft Bro
Henning Toft Bro (født 23. oktober 1956 i Thyborøn) er en dansk cand.theol., der var den 58. biskop over Aalborg Stift fra 2010 til 2021.
I årene 1983 til 1995 var han medlem af bandet Tørfisk. Efterfølgende var han tilknyttet gruppen i forbindelse med tilblivelsen af nye sange.

## Karriere
Toft Bro tog en realeksamen og et efterfølgende ophold på Hoptrup Højskole. Efter højskoleopholdet tog han på havet, hvor han arbejdede som fisker, og efterfølgende var han havnearbejder på havnen i Thyborøn. Det blev til halvandet år i hjembyen, inden turen gik til Nørre Nissum Seminarium, hvor et HF-studie blev gennemført. Aarhus Universitet og teologistudiet blev næste stop for Henning Toft Bro. Her blev han i foråret 1985 uddannet cand.theol.

### Præst
Henning Toft fik 1. september 1985 sin første stilling som sognepræst, da han blev ansat i Hjerm Sogn i Struer Provsti. Tolv år senere skiftede Toft sogn og provsti, da han i 1997 blev ansat som præst i Nykøbing Mors Sogn. Han skulle sideløbende fungere som provst for Morsø Provsti. Her var han indtil foråret 2010. I 2004 blev han Ridder af Dannebrog.

### Biskop
Da der skulle findes en efterfølger for den siddende biskop for Aalborg Stift, Søren Lodberg Hvas, som i 2010 skulle gå på pension, valgte Henning Toft Bro at opstille ved bispevalget. Han tabte første valgrunde til Marianne Christiansen der fik 44,5 % af stemmerne mod Toft Bros 37,1 %. Ved anden valgrunde, hvor kun Toft Bro og Christiansen var med, fik Toft 970 stemmer mod Marianne Christiansens 826 stemmer. Den 9. maj 2010 blev han i Budolfi Kirke i Aalborg indsat som Aalborg Stifts 58. biskop.

## Musik
Henning Toft Bro var fra 1983 til 1995 medlem af bandet Tørfisk, og har medvirket på mange af bandets musikalbum. Broderen Bent Bro er blandt grundlæggerne af Tørfisk i 1981. Det var Henning Toft som skrev gruppens store hit "VLTJ".
Han har desuden udgivet soloprojekter med salmer og viser, ligesom han har skrevet undervisning- og forkyndelsesmateriale.

## Galleri
- Håndspålæggelse af Toft Bro ved hans bispevielse, under opsyn af Dronning Margrethe.
- Henning Toft Bro og biskop Peter Skov-Jakobsen (th) efter bispevielse af Toft Bro.
- Henning Toft Bro på Nibe Festival 2011.
- Henning G. Jensen holder tale for Søren Lodberg Hvas og Toft Bro.